# Одельрик Реймский
Одельрик Реймский (фр. Odalric; умер в 969) — средневековый церковный деятель. В 962—969 годах — архиепископ Реймса. Первоначально каноник капитула Меца. Предположительно, потомок святого Арнульфа Мецского; следовательно принадлежал к династии Каролингов.

## Биография
Смерть архиепископа Реймса Артольда в 961 году вновь поставила вопрос о возможном возвращении на архиепископский престол Гуго де Вермандуа. Противостояние Каролингов и Робертинов завершилось осенью 962 года окончательным решением об отлучении Гуго от церкви. Во Францию был отправлен легат, чтобы огласить этот приговор. Архиепископ Кёльна и герцог Лотарингии Бруно I Великий не медля известил об этом реймское духовенство и одновременно представил ему своего кандидата на архиепископский престол — Одельрика, знатного и образованного каноника капитула Меца, бывшего, как говорили, потомком святого Арнульфа. С согласия короля Лотаря и его жены Герберги Одельрик был избран духовенством Реймса и посвящён в архиепископы в аббатстве Святого Ремигия между 8 сентября и 14 октября 962 года. Гуго де Вермандуа бежал в Мо к своему брату Роберту и вскоре скончался от огорчения. Эта смерть положила конец разногласиям между двумя лагерями — родом Вермандуа и Робертинами с одной стороны и Лотарем и Бруно Великим с другой.
Бруно, предложив реймскому духовенству кандидатуру Одельрика, сделал правильный выбор. Новый прелат был человеком энергичным и сразу после своего избрания начал упорную борьбу с соседними сеньорами — настоящими разбойниками, которые только и делали, что воровали и грабили. Реймскому прелату менее чем за два года силой ли или при помощи дипломатии удалось вернуть все владения своей церкви.
Одельрик поддерживал Каролингов, и его смерть стала для них большой потерей.